# Xã Plankinton, Quận Aurora, Nam Dakota
Xã Plankinton (tiếng Anh: Plankinton Township) là một xã thuộc quận Aurora, tiểu bang Nam Dakota, Hoa Kỳ. Năm 2010, dân số của xã này là 211 người.